# Неїський мирний договір

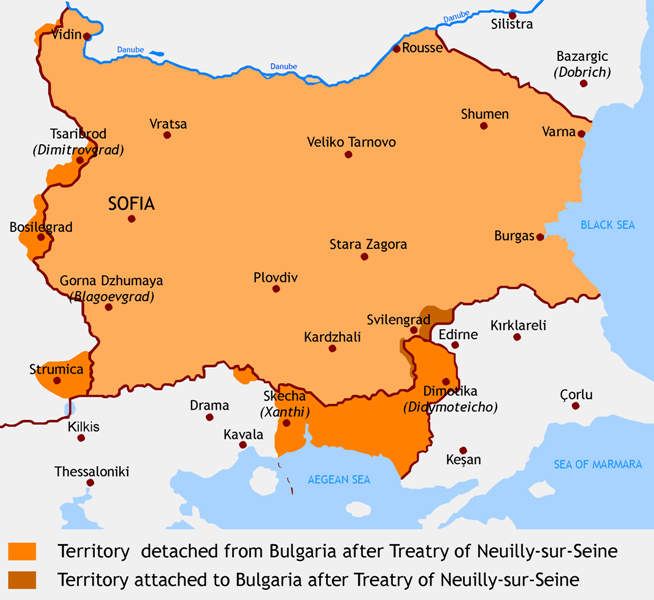
Територія Болгарії після Неїського мирного договору

Неїський мирний договір — мирна угода, що була однією з міжнародних договорів, що склали Версальсько-Вашингтонську систему. Підписаний 27 листопада 1919 р. у Неї-сюр-Сен (фр. Neuilly-sur-Seine, поблизу Парижа) між Болгарським царством, учасником блоку Центральних держав, і державами-союзниками Антанти (США, Велика Британія, Французька республіка, Королівство Італія, Японська імперія, Грецьке королівство та ін.). Набрав чинності 9 серпня 1920 р.

## Основні положення
За Неїським мирним договором від Болгарії до Королівства сербів, хорватів і словенців відійшли 4 райони загальною площею 2566 км² з містами Цариброд, Босилеград і Струмиця.
Підтверджувався кордон з Румунським королівством, встановлений Бухарестським мирним договором 1913 року, за яким Південна Добруджа залишилася за Румунією.
Болгарське царство було позбавлене Західної Фракії (8,5 тис. км²) і з нею виходу в Егейське море. Західна Фракія переходила у розпорядження Великої Британії, Королівству Італія, Французькій республіці, США та Японській імперії, які зобов'язалися (ст. 48) «гарантувати свободу економічного виходу Болгарії до Егейського моря». Це зобов'язання було порушене передачею Західної Фракії Грецькому королівству в 1920 р.
Болгарське царство зобов'язалося виплатити репарації в 2,25 млрд золотих франків. Його господарство та фінанси були поставлені під контроль Міжсоюзної комісії з представників Великої Британії, Французької республіки та Королівства Італія. Військові статті договору обмежували види озброєння та чисельність армії (до 20 тис.), чисельність поліції і жандармерії Болгарського царства.
У 1923 і 1930 роках були переглянуті статті про репарації, у 1938 — про військові обмеження. У 1940 році Південна Добруджа (згідно з Крайовським мирним договором від 7 вересня 1940 р.) повернена Болгарському царству.
Після Другої світової війни Неїський мирний договір повністю втратив чинність.

## Окремі статті
Стаття 125
Понад платежі, передбачені в статті 121, Болгарія зобов'язується повернути на умовах, установлених Міжсоюзною комісією, предмети всілякого ґатунку й цінні папери, загарбані, конфісковані чи секвестровані на територіях Греції, Румунії або Сербії, що зазнали вторгнення, коли буде можливо їх упізнати на території Болгарії, крім худоби, з якою буде вчинено відповідно до статті 127. З цією метою Уряди Греції, Румунії та Сербсько-Хорватсько-Словенської держави повідомлять Міжсоюзну комісію в чотиримісячний термін після того, як набере чинності цей Договір, про список предметів і цінних паперів, що їх слід упізнати й відносно яких вони можуть засвідчити, що їх було загарбано на територіях, які зазнали вторгнення, і що їх може бути знайдено на болгарській території; водночас вони повідомлять усілякі відомості, що дозволять знайти і впізнати їх. Болгарський уряд зобов'язується полегшити всіма наявними в нього засобами розшук названих предметів і цінних паперів та опублікувати у тримісячний термін від початку чинності цього Договору закон, який зобов'язуватиме болгарських громадян під страхом покарання, передбаченого за приховування, оголошувати про всілякі предмети й цінні папери такого походження, що знаходяться в їхньому володінні.
Стаття 126
Болгарія зобов'язується розшукати й повернути, не гаючи часу і за належністю, Греції, Румунії та Сербсько-Хорватсько-Словенській державі всілякі документи або архіви та всілякі предмети, що становлять археологічний, історичний чи художній інтерес і загарбані на території цих країн під час війни. Всілякі конфлікти, що виникають між зазначеними вище державами та Болгарією з приводу власності на це різноманітне майно, передаватимуться третейському судді, якого буде призначено Міжсоюзною комісією і рішення якого будуть остаточними.
27 листопада 1919 р.